# Clubiona helva
Clubiona helva este o specie de păianjeni din genul Clubiona, familia Clubionidae, descrisă de Simon, 1897. Conform Catalogue of Life specia Clubiona helva nu are subspecii cunoscute.